# LT vz. 35
Az LTM–35 (T–11) vagy LT vz. 35 (Lehký Tank vzor 35, „35-ös könnyűharckocsi modell”) 1935-ös csehszlovák tervezésű könnyű harckocsi, melyet legnagyobb számban Németország használt a második világháború alatt. Német alkalmazásban hivatalos neve a Panzerkampfwagen 35(t) (Pz.Kpfw. 35(t)) volt, de általában Panzer 35(t) néven azonosították.
A (t) betű a „tschechisch” szó rövidítése (németül: cseh). 434 darab készült belőle; ebből 244-et a németek használtak, miután elfoglalták Cseh-Morvaországot 1939 márciusában. A szlovákok 52 darabot szereztek, miután ugyanebben az időben kikiáltották függetlenségüket Csehszlovákiától. Export révén hozzájutott még Bulgária és Románia is.
Német használatban a második világháború első éveiben lehetett harcban látni, főleg a Lengyelország elleni hadjárat, a franciaországi hadjárat és a Szovjetunió megtámadása során. A német hadsereg 1942-től kivonta a frontszolgálatból. A háború további részében más országok alkalmazásában megmaradt, illetve kiképző harckocsiként használták Bulgáriában egészen az 1950-es évekig.
A Magyar Királyi Honvédség 1939 márciusi magyar–szlovák kis háború során hadizsákmányként megszerzett két darabot, melyeket kijavításuk után kiképzési célra használtak fel. A Škoda gyártól 1940-ben Magyarország megvásárolta az LT vz. 35 továbbfejlesztett változata, a T–21 jelű harckocsi licencét és átalakított, átfegyverzett változataként 40M Turán I megjelöléssel gyártották a típust.
A szolgálatból kivont harcjárművek napjainkban is megtekinthetők, hiszen hadtörténeti múzeumok tulajdonában vannak Belgrádban, Bukarestben, Szófiában, Szlovákiában és az egyesült államokbeli Aberdeenben.

## Történet
A két világháború között az újonnan alakult csehszlovák állam fejlett hadiipart tartott fenn, amely könnyű és közepes harckocsik gyártására is berendezkedett. 1935–36-ban lépett szolgálatba a Škoda-gyár által készített LT vz. 35, amely 1937-re a csehszlovák hadsereg fő harckocsijává vált. Az LT vz. 35 megállta a helyét a kor más hasonló kivitelű harckocsijaival, mint például a lengyel 7TP, a 6 tonnás brit Vickers, a szovjet T–26, az olasz Fiat M11/39 és Fiat M13/40, vagy a német Panzerkampfwagen III harckocsival szemben. A Wehrmacht alkalmazásában álló LT vz. 35 páncélosokat 1938-ban négy gyorshadtestbe szervezték. Szolgálata során rossz hírnevet szerzett magának megbízhatatlanságával, és hadrendben tartását csupán köztes megoldásnak tekintették, amíg az LT vz. 38 harckocsi fejlesztése be nem fejeződik, és gyártása el nem kezdődik. Problémái a fejlett, de kiforratlan technikai megoldásaiból eredtek. 1938-ra azonban a hibáit kijavították, és az LT vz. 35 összességében jó harckocsivá vált. Sok változata készült, különböző típusjelzésekkel, ilyenek például az R–2 és a T–11.
1938 után a német megszállás következtében a harckocsik nagy része (244 a 298-ból) a német hadsereg állományába, a maradék 54 páncélos pedig a Szlovák Hadsereg 3. gyorshadtestébe került, mely a németek oldalán harcolt a keleti fronton. Ebből az 54-ből vált kettő a magyar hadsereg kiképzőjárművévé. Az LT vz. 35 a Panzerkampfwagen III harckocsihoz hasonló harcértékkel rendelkezett, és a német páncélos fegyvernem fontos részévé vált a háború elején. Bár a csehek már 1938-ban beszüntették volna a gyártását, német parancsra mégis kibővítették, és egészen 1939-ig tovább készítették őket a prágai ČKD (Českomoravská Kolben Daněk) és a pilseni Škoda-gyárban. 1935 és 1939 között összesen 434 darab készült el az említett üzemekben. Az LT vz. 35 alkotta az 1. könnyű hadosztály (1. Leichte Division) gerincét, amely részt vett a Lengyelország elleni hadjáratban, és amelyet aztán a 6. páncélos hadosztályban (6. Panzer Division) újjászervezve a Franciaország elleni hadjáratban és a Szovjetunió elleni támadás során is bevetettek.
A Barbarossa hadművelet folyamán az LT vz. 35 már elavultnak számított, és a harcok során bebizonyosodott, hogy harcértéke immár jelentéktelen. Téli időjárási viszonyok között működési problémák jelentkeztek a sűrített levegővel üzemeltetett mechanikai elemeknél – ezek közé tartozott a kormánymű és a fékek is. Az LT vz. 35 további hibája volt, hogy páncéllemezeit szegecseléssel illesztették össze, és a szegecsfejek találatkor leszakadhattak, megsebesítve vagy megölve a kezelőszemélyzetet.

## Leírás

### Páncéltest

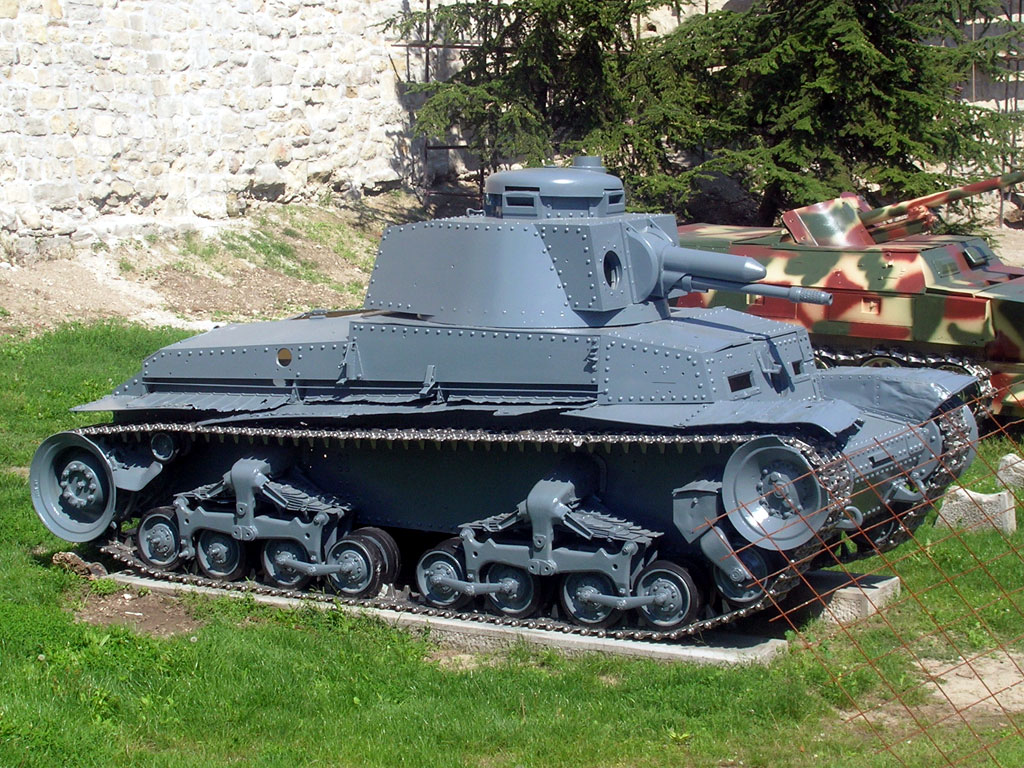
Egy LT vz. 35 a Belgrádi Hadtörténeti Múzeumban.

Az LT vz. 35 páncéltestének vázát acél szögvasból alakították ki, erre a keretre szegecselték a páncéllemezeket. Egy 4 milliméteres tűzfal választotta el a motorházat a személyzettől. A falon volt néhány hálóval takart nyílás, ami hozzáférést engedett a motorhoz, és elősegítette a levegő áramlását a parancsnoki nyíláson keresztül. Ennek további előnye az volt, hogy gyorsan eloszlatta a löveg tüzelésekor keletkezett gázokat, de volt néhány hátránya is. Az állandó légbeszívás, amit a motor keltett, hideg időjárási körülmények között nagymértékben rontotta a kezelő személyzet komfortérzetét. A motor kigyulladása esetén fokozta a tűz elterjedését a küzdőtérben, illetve a motor keltette zaj és hő tartós igénybevétel esetén próbára tette a személyzet tűrőképességét.
A vezető a harckocsi jobb oldalán ült. Egy 390×90 milliméteres kémlelőnyíláson át látott ki a járműből, amit egy 50 milliméteres golyóálló üveg védett, és egy 28 milliméter vastag páncélozott fedéllel lehetett lezárni. A jobbján az oldalfalon volt egy 120×3 milliméteres rés egy hasonló vastagságú golyóálló üveggel. A németek eltávolították az eredeti háromszínű lámpákat, amiket a csehek használtak a személyzet egymás közti kommunikálására, a harckocsiparancsnok utasításainak továbbítására. A rádiókezelő a bal oldalon ült, neki egy 150×75 milliméteres kémlelőnyílást biztosítottak, hasonló védelemmel, mint a vezetőnek. A rádiója a járműtest bal oldalára volt felszerelve. A homlokpáncélba szerelt géppuska a vezető és a rádiókezelő között helyezkedett el, egy gömbfoglalatban. A géppuskával 30°-os oldalirányzásra és 25°-os magassági irányzásra volt lehetőség. A géppuska csöve túlnyúlt a foglalattól, és egy páncélozott teknő védte. A foglalatban helyet kapott egy megfigyelő távcső, de nyílt irányzékot is lehetett használni, ha a gömbfoglalat tetején lévő nyílásból eltávolították a dugót. Ha szükséges volt, a vezető a foglalatot pozícióba rögzíthette, és tüzelhetett vele egy bowden segítségével. A vezető búvónyílása ki volt téve közvetlen tűznek, elölről pedig meg is rongálódhatott.

### A torony
A toronygyűrű átmérője 1,267 méter. A torony foglalta magában a 37,2 milliméteres főfegyverzetet. A jobb oldalon volt egy másik, gömbfoglalatban mozgó 7,92 milliméteres géppuska. A parancsnoki kupolán volt négy episzkóp és egy monokuláris távcső, 1,3×30°-os periszkóp, amit ki lehetett nyújtani, ha a páncélozott fedezéket eltávolították a kémlelőnyílásról. Mint a torony egyetlen utasa, a parancsnok volt a felelős a főlöveg és a géppuska töltéséért, a célzásért és a tüzelésért, mialatt folyamatosan parancsokkal látta el a személyzetet. A németek további egy fővel bővítették a személyzetet, aki a torony jobb oldalán kapott helyet, feladata a főlöveg töltése és a toronygéppuska kezelése volt. A járműben tárolt lőszer egy részét el kellett távolítani annak érdekében, hogy ez a kezelő is beférjen a harcjárműbe.

### Hajtó- és futómű

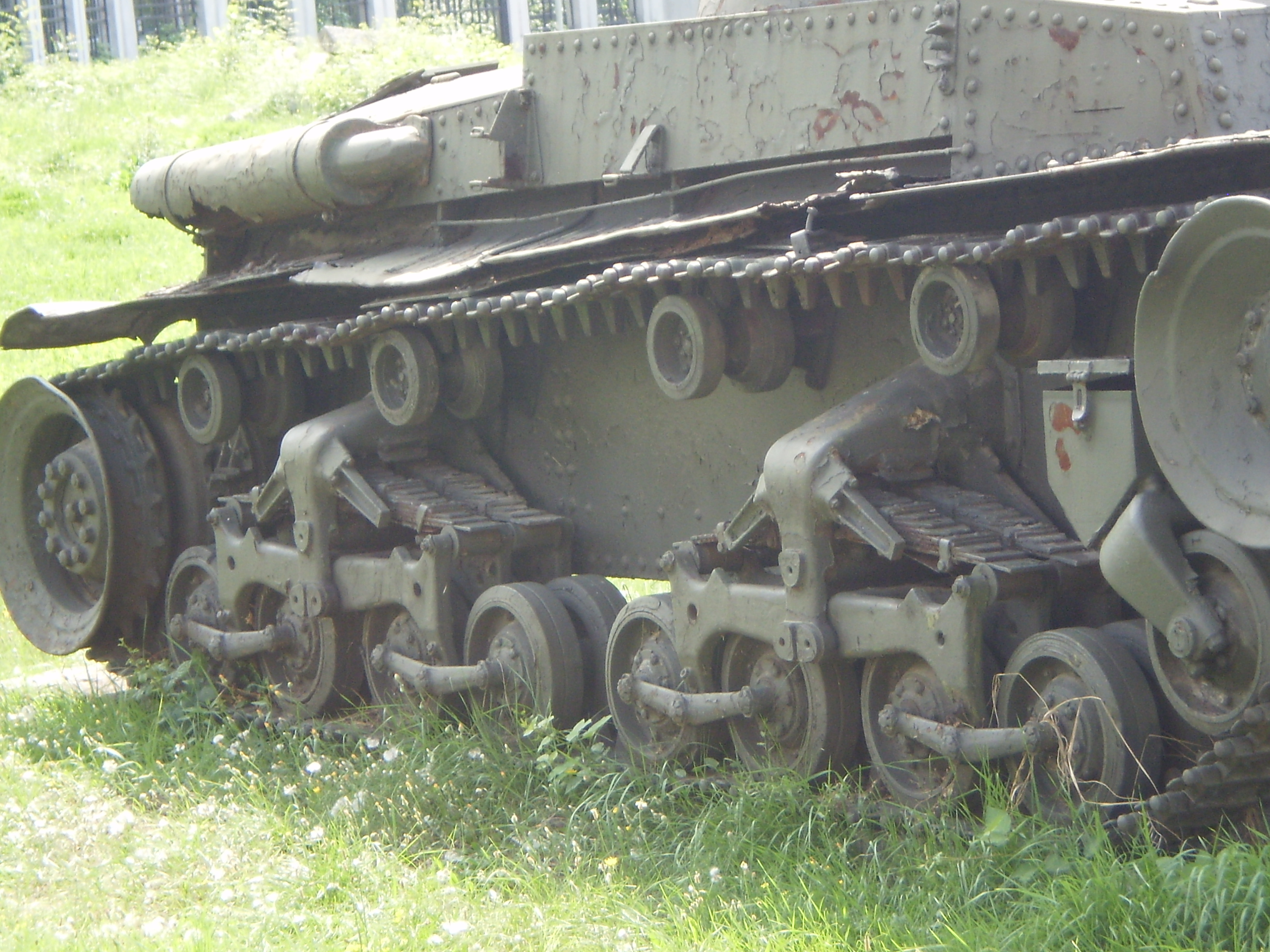
Az LT vz. 35 futóműve és felfüggesztése

A 8,62 literes Škoda T–11/0 négyhengeres, vízhűtéses motor 120 lóerőt (89 kW) fejtett ki 1800-as fordulatszámon. Két üzemanyagtartályt szereltek be, a 124 literes fő tartály a motor bal oldalán helyezkedett el, a 29 literes tartalék tartály pedig a motor másik oldalán kapott helyet. A motor üzemelt benzinnel, alkohol-benzin keverékkel, illetve egyfajta etanol – aromás szénszármazék – keverékkel, az úgynevezett dynalkohollal is. A motor a jármű hátuljánál helyezkedett el a hatsebességes váltóval, amely a hátsó láncmeghajtó kerekeket hajtotta meg. A felfüggesztés a Vickers 6-Ton harckocsitól származott; nyolc pár kicsi futógörgővel négy forgózsámolyon oldalanként. Minden forgóvázpárt egyszerű laprugókkal támasztottak alá. Ezeken felül egy első visszafordító-láncfeszítő kerék és négy visszafutó-lánctámasztó görgő alkotta a futóművet. Egy rugó nélküli futógörgő közvetlenül a visszafordító-láncfeszítő kerék alatt helyezkedett el, fokozva a gázlóképességet. A sebességváltót, a fékeket és a kormányzást mechanikusan segítették sűrített levegővel, csökkentve a vezető kifáradását.

### Fegyverzet
A fő fegyverzet egy Škoda ÚV vz. 34 löveg volt csőszájfékkel, és egy kitűnő, páncélozott hátrasikló hengerrel a lövegcső felett. A–3 néven rendszeresítették, később a németek KwK 35(t) típusjellel vették át. 0,815 kilogrammos páncéltörő lövedéket tüzelt 690 m/s sebességgel. 100 méteren 37 milliméter vastag, 30°-os dőlésszögű páncéllemezt volt képes átütni. 500 méteren 31 milliméter, 1000 méteren 26 milliméter, 1500 méteren 22 milliméter vastag páncéllemez átütésére volt képes. A géppuska gömbfoglalatát rögzíteni lehetett a főlöveghez, vagy külön is lehetett használni. Mindkét fegyvert -10–+25°-os függőleges szögtartományban lehetett mozgatni. Mindkettőhöz 2,6-szoros nagyítású távcsövet használtak, amely 25°-os látótartománnyal rendelkezett. Eredetileg a harckocsi Zbrojovka Brno ZB vz. 35 géppuskákat használt, de ezeket ZB vz. 37 géppuskákra cserélték az 1938-as év folyamán. A németek MG 37(t) megjelöléssel használták.
Német használatban 72 darab 37 milliméteres gránátot málházhattak a harckocsiba. Ezeket 6 darabos rekeszekben tárolták; három a páncéltest oldalfalain, nyolc rekesz a torony túlnyúló részében, és egy rekesz a löveg felett a torony tetején kapott helyet. A géppuskákhoz 1800 darab 7,92 milliméteres töltény volt egy javadalmazás. A géppuska lőszere 100 töltényes hevederen volt, három hevedert tároltak egy dobozban. Cseh szolgálatban az LT vz. 35 78 darab gránátot (24 darab páncéltörő és 54 darab repesz-romboló) és 2700 darab géppuska lőszert szállított. A német és a cseh változatok lőszerjavadalmazásában abból adódott a különbség, hogy a német használatban lévő harckocsik személyzetének negyedik tagja számára helyet kellett biztosítani. A német parancsnoki harckocsi változat (Panzerbefehlswagen 35(t)) még kevesebb lőszerrel rendelkezett azért, hogy még egy rádiót és egy pörgettyűs iránytűt is beszerelhessenek. Az így átalakított típusok példányszáma ismeretlen. A járművön megfigyelhető a feltűnő „ruhaszárító-kötél” rádióantenna.

### Páncélzat
A lövegpajzs 25 mm vastag volt. A páncélzat többi részének vastagsága a következőképpen alakult:
| Vastagság/Dőlésszög | Első      | Oldal     | Hátsó     | Tető/Alj    |
| ------------------- | --------- | --------- | --------- | ----------- |
| Torony              | 25 mm/10° | 15 mm/14° | 15 mm/15° | 8 mm/81–90° |
| Felépítmény         | 25 mm/17° | 16 mm/0°  | 15 mm/60° | 8 mm/85–90° |
| Test                | 25 mm/30° | 16 mm/0°  | 19 mm/0°  | 8 mm/90°    |

## Fejlesztés
A csehszlovák hadsereg 1934 végén fogalmazta meg a II–a kategóriájú, könnyű, „lovassági harckocsi” – azaz a gyalogságot támogató jármű – kifejlesztéséről szóló követelményt. A Českomoravská–Kolben–Daněk gépgyár a P-II könnyűharckocsi-prototípus továbbfejlesztett változatát tervezte meg. A P-II típust 1934-től sorozatban gyártották, és LT vz. 34 megjelöléssel állt szolgálatban. A Škoda is ajánlott egy új tervezetet, amely a pneumatikus rendszert használta, valamint egy motorváltozatot, amelyet már korábban kipróbáltak a sikertelen SU vagy S–II könnyű harckocsik prototípusában.
Mindkét cégtől egy prototípust rendeltek, a szállítási határidő 1935 nyara volt. Mindkét harckocsit ugyanazzal a fegyverzettel látták el, és három főnyi legénységük volt. A ČKD P–II–a modellje sokkal kisebb lett (8,5 tonna), páncélzata maximálisan 16 milliméter vastag volt. A Škoda S–II–a típus 10,5 tonna súlyú és 25 milliméteres páncélzatú volt. A hadsereg úgy gondolta, hogy a P–II–a elérte fejlesztési lehetőségeinek végét, míg az S–II–a tökéletesítésre szorul.
1935. október 30-án érkezett az első sorozatgyártási rendelés 160 darab S-II-a harckocsira, amelynek a rendszeresítés után az LT vz. 35 típusjelet osztották ki. A szállítás 1936 decemberében indult meg. 1936. május 12-én további 35 darabot rendeltek, egy hónappal később pedig még 103 darabot. A teljes megrendelés 298 harckocsi volt, mindkét pályázó cég, a Škoda Művek és a ČKD is megkezdte a gyártást.
A fejlesztést elsiették, és az LT vz. 35 nagyon sok hiányossággal küszködött. Sok harckocsit visszaküldtek a gyárakba javításra. Érdekes módon a legtöbb javítanivaló az elektromos rendszerben adódott, nem a pneumatikus rendszerben.

### Külföldi érdeklődések
1936 augusztusában Románia megrendelt 126 darab járművet, ezek többségét 1938-ban szállította a Škoda. Afganisztán 10 járművet rendelt 1940-ben. Az afgán járműveket végül Bulgáriának adták el. A teljes legyártott mennyiség 434 darab volt, beleértve a Csehszlovák hadsereg 298 darabját, Románia 126 darabját (Škoda R–2 megjelöléssel) és a tíz bolgár harckocsit. A Wehrmacht 218 darab járművet használt, melyeket 1939 márciusában foglalt le a Csehszlovák hadseregtől. A brit Alvis-Staussler 1938 szeptemberétől 1939 márciusáig tárgyalt a gyártási licenc megvásárlásáról, de a német okkupáció lehetetlenné tette a szerződéskötést. A szovjetek ugyancsak érdeklődtek a Škoda S–II–a prototípusa iránt, így került egy LT vz. 35 a Kubinka harckocsimúzeum kiállítására. A szovjeteket csak a prototípus megvásárlása érdekelte, de ezt a Škoda elutasította, mert úgy gondolták, hogy a szovjetek csak lemásolnák a tervezetet anélkül, hogy jogdíjat fizetnének.

### Módosítások
A T–11 harckocsit az 1940-es afgán rendelésre gyártották, a különbség abból adódott, hogy a továbbfejlesztett Škoda A–8 löveget építették a járműbe. Tíz darab készült, de ezeket végül Bulgáriának adták el.
A TACAM R–2 egy páncélvadász típus volt, melyet az R–2-ből építettek a torony eltávolítása után, zsákmányolt szovjet 76,2 mm USV tábori löveg felhasználásával. A löveget és a kezelőszemélyzetet egy vékony, rögzített, háromoldalú, részben fedett felépítmény védte, melyet zsákmányolt szovjet harckocsikból kiszedett páncéllemezekből építettek. A prototípus 1943 szeptemberére készült el, habár a régebbi 76,2 milliméteres M–1936 F–22 tábori löveget használták hozzá, és meglehetősen sikeresnek bizonyult. Az átalakított változatból 20 darabot készítettek 1944. június végéig, amikor a projektet leállították, mert a löveg elégtelennek bizonyult a nehéz páncélzatú szovjet ISZ–2 harckocsik ellen. Javaslat készült egy erősebb fegyverzetű járműről, amely vagy a román gyártmányú 75 milliméteres Reşiţa Model 1943 páncéltörő löveg, vagy a német 8,8 centiméteres löveg felhasználásával készült volna el, de ez nem került gyártásra, hiszen a románok 1944 augusztusában átálltak a szovjetek oldalára.

## Alkalmazás

### Csehszlovákia
1936–39 között a 298 darab LT vz. 35 harckocsit páncélozott ezredekbe osztották be, melyek a négy gépesített (Rychlá) hadosztály alárendeltségébe tartoztak. Ezredenként három harckocsizó szakaszt hoztak létre a gyalogsági hadosztályok támogatására és a határvidékek védelmére. Ezeket a harckocsizó szakaszokat alkalmazták a tiltakozók és a felkelők leverésére 1938 májusa és októbere között.
A müncheni egyezmény után két harckocsizászlóaljat küldtek a 3. gépesített hadosztály megerősítésére Szlovákiába. Ezeket magyar és lengyel határátkelők elleni támadások során alkalmazták. Az itt szolgáló harcjárművek oltalmazták a visszavonuló gyalogságot, amikor evakuálták Dél-Szlovákiát az első bécsi döntés után, 1938. november 2-án.
Egy kilenc LT vz. 35 harckocsiból álló század Nagymihálynál állomásozott, amikor Kárpátalja kikiáltotta függetlenségét, és a Magyar Honvédség 1939. március 14-én benyomult a területre. Március 17-én a támadók áttörték a cseh védelmet Szolyvánál, mielőtt azok Szlovákiába visszavonulhattak volna.
Az S–II–a prototípus és egy LT vz. 35 harckocsi éppen tesztelésről tért vissza a Szovjetunióból, amikor a harcok megkezdődtek. Nagyszőlősnél lerakták a járműveket a vonatról, majd részt vettek egy ellentámadásban Fancsikánál, de az LT vz. 35 megsérült, és a magyarok zsákmányul ejtették. A prototípus március 17-én Romániába menekült a cseh katonák többségével. A románok hat hónappal később visszajuttatták a Škodához.

### Németország

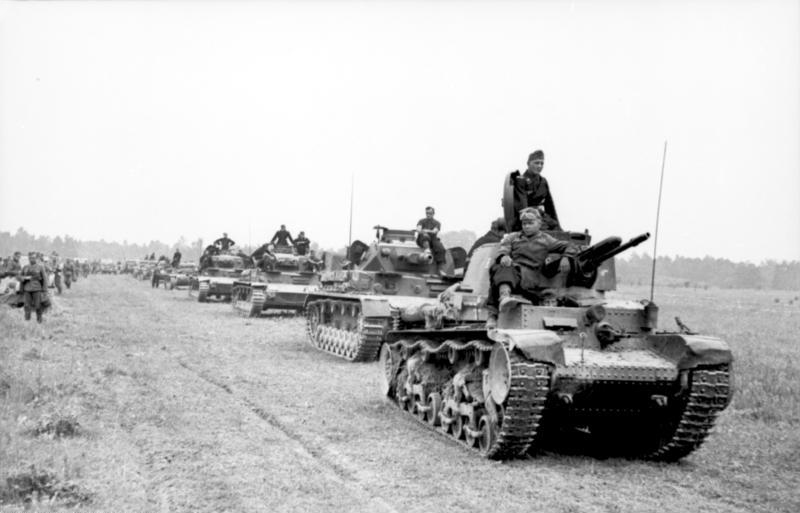
Panzer 35(t) Franciaországban, 1940

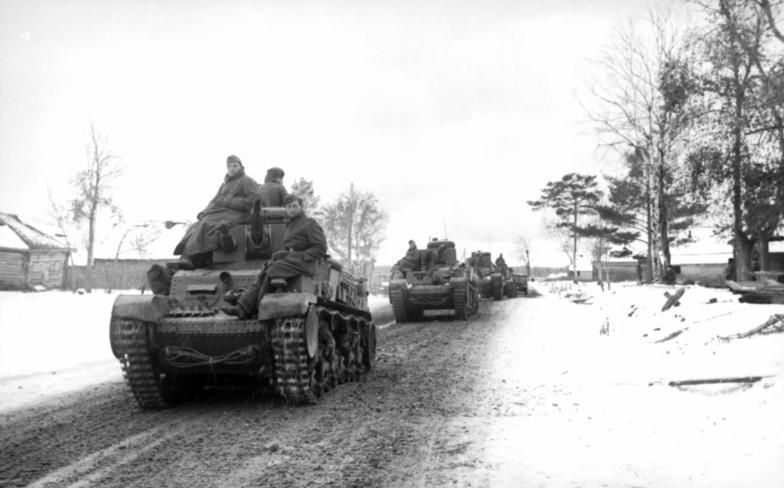
Panzer 35(t) Szovjetunióban, 1941 októberében

1939-ben, Csehszlovákia okkupációját követően 244 jármű került német kézre, ezeket 1940-ig L.T.M.35 néven rendszeresítették. Német szolgálatban a Panzerkampfwagen III közepes harckocsik helyettesítésére használták. A járműveket az 1. leichte Division Panzerabteilung 65 kötelékébe (39 darab) és a független Panzer-Regiment 11-be (81 darab) osztották be, és részt vettek Lengyelország elfoglalásában. 77 közülük súlyosan megsérült a hadjárat során, főleg mechanikai problémák miatt, de mindössze hét volt helyrehozhatatlan.
Az 1. leichte Divison magában foglalta a 11. Panzer-Regiment-et és 1939. október 18-ától az új jelölése a 6. Panzer Division lett. Ez 132 darab Panzer 35(t)-vel rendelkezett, mikor megkezdődött a franciaországi csata, ahol a XXXXI Panzer Corps jelöléssel a Panzergruppe von Kleist irányítása alatt végigharcolta az Ardenneket. Május végéig 44 jármű veszett oda. 35-öt pótoltak június 3-án a Fall Rot hadművelet előkészületei alatt, amikor a következő napon megtámadták a francia hadsereg maradékát. A veszteséglistán 62 Panzer 35(t) szerepelt, melyeket a hadjárat alatt már nem tudtak megjavítani.
A Szovjetunió inváziója alatt a 6. Panzer Division 160 darab Panzer 35(t)-vel rendelkezett, amikkel a 4. Panzer Groupot támogatták Leningrád harcászati irányban. 1941. szeptember 10-ével a hadosztály már csupán 102 darab működőképes Panzer 35(t)-vel rendelkezett, ennek ellenére Németországból csak két darabot küldtek utánpótlásnak. Nyolc harckocsi javítható állapotban volt, de 47 teljesen megsemmisült. Október 31-én mindössze 34 volt működőképes, és további 41 várt nagyjavításra. November 30-ára az összes Panzer 35(t) működésképtelenné vált.
|  | „A Pz.Kpfw. 35(t) harckocsikkal megtett átlagos távolság 12 500 kilométer. A speciális helyzet, a Pz.Kpfw. 35(t) megjavítása, jól ismert. Szükséges rámutatni, hogy a javításokat csak más Panzerek felhasználásával lehetséges végrehajtani, mivel már nincs több pótalkatrész a Pz.Kpfw. 35(t) harckocsikhoz. Ez azt jelenti, hogy a terepen szétszórt Panzerek helyrehozásával maximum 10 járművet lehet megjavítani a 41 Pz.Kpfw. 35(t) harckocsiból, melyek javításra szorulnak. A Pz.Kpfw 35(t) harckocsit többé már nem lehet újjáépíteni. Az összes alkatrész elhasználódott. Talán a páncéltestek még használhatóak.” |
|  | – Parancsnok, 6. páncéloshadosztály |

A harc rámutatott arra, hogy a jármű alkalmatlan hideg időjárási viszonyok alatti működtetésre és alapvetően megbízhatatlan. Ez a gyengeség, illetve a vékony páncélzat és az elégtelen tűzerő eredményeképpen a 6. Panzer Divisiont újrafegyverezték német harckocsikkal, miután 1942 áprilisában visszavonták a Keleti Frontról. A maradék 26 működőképes harckocsit 1942-ben eladták Romániának. 1940-től nem volt több pótalkatrész, emiatt a harckocsikat sokszor teljesen újjá kellett építeni, hogy működjenek, tehát már az 1941-es nyári hadjárat során eldöntötték, hogy kivonják őket a frontról. Később néhány járműnek eltávolították a tornyát és a homlok géppuskát, hogy lőszerszállítóként és tüzérségi vontatóként (Artillerie Schlepper vagy Mörserzugmittel 35(t)) használják őket. A vontató kapacitás 12 tonna volt.
1941-től német katonai szolgálatban, mivel lényegesen modernebb harckocsikat tudtak rendszerbe állítani, már csak második vonalbeli szerepeket kapott. Rendőrségi szolgálatban és a partizánok elleni harcban még a továbbiakban is alkalmazták.

### Románia
Románia 1936. augusztus 14-én 126 járművet rendelt R–2 megjelöléssel, és az első 15-öt 1937. április–május között kapták meg, hogy kiállítsák őket egy parádén. Ezek számos problémával küszködtek, és a románok felfüggesztették a gyártását, amíg ki nem küszöbölték a problémákat. A folyamatosan változó román igények sem segítettek, de ők nem fogadtak el egyetlen járművet sem, amíg a csapatpróbák tartottak Romániában. Három R–2-t szállítottak Romániának 1938. július 12-én csapatpróbára, és mivel a Škoda tudta, hogy melyik járművet választják ki, így azt külön felkészítették, és át is ment a román teszteken. Mind a szétszerelés, mind az ellenőrzések után a próbaharckocsit megfelelőnek tartották a románok. Időközben az első darabokat visszaküldték a Škodához, hogy feljavítsák őket az akkori szabványok szerinti változatra. A szállítás Romániába szeptember 1-jén kezdődött, 27 darabot szállítottak le a müncheni krízis előtt, ezután a csehek maguknál tartották az összes harckocsijukat, mivel szükségük volt rájuk. Öt teljesen kész harckocsit és hat majdnem kész harckocsit átszállítottak Szlovákiába, de ezeket aztán visszaküldték a müncheni egyezmény aláírása után. Az utolsó szállítmány 1939. február 22-én távozott Csehországból Romániába.
Az R–2-ket az 1. páncélozott hadosztály 1. páncélozott ezredébe sorolták, ahol részt vettek a Barbarossa hadműveletben. A hadosztály 1941-ben, az odesszai csata után visszavonult. 1942. augusztus 29-én visszatért a frontra 109 darab R–2 harckocsival. A sztálingrádi szovjet ellentámadás előestéjén, november 19-én a hadosztály csupán 84 bevethető R–2-vel rendelkezett, a vonalak mögött további 37 működésképtelen járművel. A hadosztály a sztálingrádi katlan külső peremén tartózkodott, de megpróbálta áttörni a bekerítés nyugati szárnyát, ezért 77 R–2-vel fizetett. Mindazonáltal ezekből csupán minden harmadikat lőtték ki a szovjetek, a többit vagy elhagyták, vagy lerobbant és nem tudták helyreállítani. Egy R–2 érkezett Romániából decemberben, erősítés gyanánt. 1943. január elején az 1. páncélozott hadosztályt hazavezényelték.
Ennek ellenére 1942 folyamán 26 további Panzer 35(t)-t szállítottak Romániának. 1943. április 1. és augusztus 30. között már csak 59 R–2/Panzer 35(t)-vel rendelkezett Románia, de 1944. március 25-én ez a szám 63-ra emelkedett. Ezután a járműveket már csak kiképzésre használták az 1. kiképző páncélozott hadosztálynál. 1944. február 24-én egy századnyi R–2-t Transnistriába küldtek egy Cantemir vegyes harckocsi csoporttal, de az 1944. március 28-ai visszavonulásig nem kerültek bevetésre.
Egy századnyi R–2 támogatást nyújtott a Popescu páncélozott különítménynek I. Mihály román király elleni puccs és Románia átállása után, 1944 augusztusában. A különítmény feladata volt a Ploieşti körül állomásozó német egységek észak felé kitörését és Magyarországra menekülését megelőzni. Feladatukat teljesítették, és ezután az R–2-est a következő évig kivonták a frontszolgálatból. Az 1945-ös év elején Románia az összes megmaradt harckocsiját és egyéb harcjárművét a 2. páncélozott ezredbe vonta össze. Az ezred 5 R–2-est birtokolt 1945 februárjában, amikor a frontra küldték őket, de a szovjetek megérkezésükkor elkobozták a járműveket. Az R–2 harckocsik működőképesek voltak, amikor az ezred 1945. április 4-én elérte Pozsonyt, de valószínűleg megsemmisültek, amikor az ezred részt vett az Ausztria területén zajló harcokban, hiszen április 10-én már nem szerepeltek az ezred járműlistáján.
1943–44 között 21 harckocsit átépítettek TACAM R–2 páncélvadásszá, zsákmányolt szovjet 76,2 milliméteres lövegek felhasználásával.

### Szlovákia

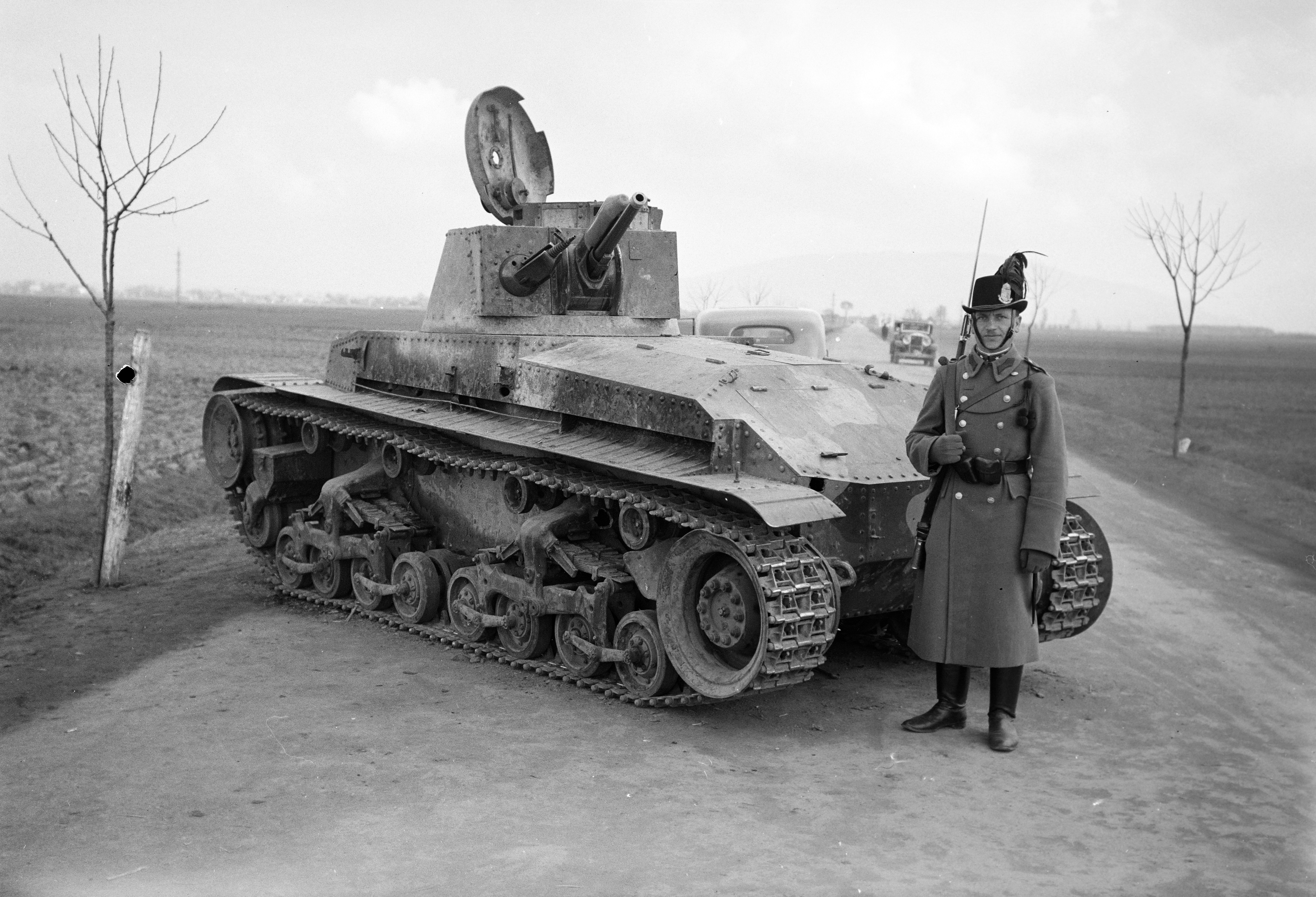
A magyar–szlovák háborúban elhagyott szlovák LT vz. 35 tank

A szlovák hadsereg összesen 52 LT vz. 35 harckocsival rendelkezett, amikor 1939 márciusában kikiáltották a Csehszlovákiától való függetlenségüket. Ezután egy zászlóaljba szervezték a harckocsikat, majd később egyesítették a páncélozott ezreddel. Három harckocsi 1939 márciusában részt vett a magyar–szlovák háborúban. Egy harckocsiszázad vett részt a lengyelországi invázióban, de nem vetették be őket. 1941-ben a hadsereg német rádiókkal feljavította a belső kommunikációs rendszert, de arról nem tudni, hogy a negyedik kezelőt is alkalmazták volna, mint a németek. Amikor Szlovákia csatlakozott a Szovjetunió elleni invázióhoz, küldtek egy gépesített csoportot, ami 30 LT vz. 35 harckocsival rendelkezett. A gépesített csoportot 1941 júliusában újraszervezték és feltöltötték, és egy gépesített dandárt hoztak létre belőle, melyet a parancsnok neve után Brigade Pilfouseknek neveztek. Ez az alakulat 27 harckocsival rendelkezett, amiből hét utánpótlás volt, mert meghibásodások miatt tíz harckocsit vesztettek Szlovákiába való visszavonulásuk közben. Ez a szlovák harckocsizók összeesküvésének is köszönhető, mivel nem akarták a harcjárműveiket a szovjetek ellen elveszteni, jóval inkább a rezsim uralmának megdöntésére akarták felhasználni őket. Ennek következtében 1941 augusztusának elején a harckocsikat visszavonták Szlovákiába. 1942. január 1-jén a szlovákok 49 LT vz. 35 harckocsival rendelkeztek, mivel három megsemmisült a lipoveci csatában a nyár elején. A 49-ből akkor csak hét működött, ami része volt az összeesküvésnek, hogy a harckocsikat Szlovákiában tartsák. Az LT vz. 35-öt 1943-ban kivonták a frontszolgálatból, és kiképző/tartalék feladatkörbe osztották be, mikor a németek több modern harckocsit szállítottak Szlovákiának. Legalább nyolc LT vz. 35 harckocsit használtak a felkelők a szlovák nemzeti felkelés alatt 1944-ben.

### Bulgária
Bulgária 26 harckocsit használt, amelyeket a németek szállítottak 1940 elején a normál A–3 löveggel, és tíz darab T–11 harckocsit a sokkal hatékonyabb A–7 löveggel. Az elkobzott afgán megrendelést 1940. augusztus és október között szállították le. Feltehetően kiképző feladatkörre használták őket, miután a németek 1944-ben elkezdték szállítani a Panzerkampfwagen IV közepes harckocsikat, de nyilvánvalóan szolgálatban maradtak az ötvenes évekig. Kliment és Francev azonban azt állítja, hogy a T–11 harckocsik részt vettek a jugoszláviai harcokban, és a háborút Bécstől délre fejezték be, az 1. páncélos dandár részeként.

### Magyarország
Magyarország 1939. március 15-én zsákmányolt egy darab LT vz. 35 harckocsit Kárpátalján, mikor visszacsatolták a területet az anyaországhoz, illetve 1939. március 24-én egy másik járművet a szlovákokkal folytatott harcok során. Ezután a megszerzett járműveket rendszeresíteni akarták, így felkérték a Škodát, tegyen árajánlatot a járművek megjavítására. A magyarok számára nem voltak kedvezőek a feltételek, majd a Škoda tett egy újabb ajánlatot, mely szerint ingyen megjavítja a járműveket, ha a magyarok megveszik a jármű továbbfejlesztett változatának, a T–21-es harckocsinak licencét, melyből eredetileg csak egyetlen prototípus készült a német megszállás előtt. Ebbe már beleegyeztek, majd több módosítással 40M Turán I megjelöléssel sorozatgyártásba is került 1940 augusztusában. A kijavított harckocsikat 1940 szeptember 5-én juttatták vissza Magyarországra, ahol 1941 januárja és márciusa között csapatpróbára bocsátották a járműveket. Magyar hadrendben T–35 jelzéssel kerültek rendszeresítésre, majd a harckocsik az esztergomi páncélos iskolába kerültek gyakorlóharckocsiként. Rendszámaik az 1H–406 és 1H–407 lettek.
1941–44 között folyt a Turán I harckocsik gyártása. Ezt követte a 41M Turán II, melyet 1943–44 között gyártottak, majd 1944-ben elkészült a 43M Turán III prototípusa. A Turán harckocsik alvázára alapozva kifejlesztettek egy rohamlöveg típust is, a 40/43 M Zrínyi II rohamtarackot, melynek sorozatgyártását 1943-ban indították. A Turán I egy 40 milliméteres L/51 löveggel, a Turán II egy 75 milliméteres L/25 löveggel, a Zrínyi II pedig egy 105 milliméteres L/20.5 tarackkal volt felfegyverezve. A Turán III prototípusát és a szintén csak prototípus állapotot elérő Zrínyi I páncélvadászt egy 75 milliméteres L/43 löveggel szerelték fel.

## Változatok
- S-ll-a – A prototípusok alapmegnevezése
- LT vz. 35 – Csehszlovák alaptípus, 37 mm-es A–3 löveggel
- T–11 – Export változat Bulgáriának, jobb minőségű, 37 mm-es A–7 löveggel
- L.T.M. 35 – A német lovasság által 1940 januárjáig használt típus
- Panzerkampfwagen 35(t) – Az LT–35-ös német megnevezése
- Panzerbefehlswagen 35(t) – Német parancsnoki változat
- Mörserzugmittel 35(t) (Artillerie Schlepper 35(t)) – Német páncélozott tüzérségi vontató
- Zugkraftwagen 35(t) – Német könnyű tüzérségi vontató
- Munitionsschlepper 35(t) – Német lőszerszállító változat
- Panzerjäger 35(t) – 4,7 cm PaK 36(t) L/43 löveggel felfegyverzett páncélvadász, melyet a németek használtak
- R–2 – Az LT–35-ös román megnevezése[53]
- TACAM R–2 – Az R–2-es (LT–35) típuson alapuló román páncélvadász
- T–21 – Továbbfejlesztett változat, melyből egy darab készült és később a Magyar Királyság vásárolta meg gyártási jogával együtt. Ezt követően a Turán közepes harckocsit alakították ki belőle.

## Egyéb adatok
- Üzemanyagtartály: 153 l
- Mászóképesség: 35°

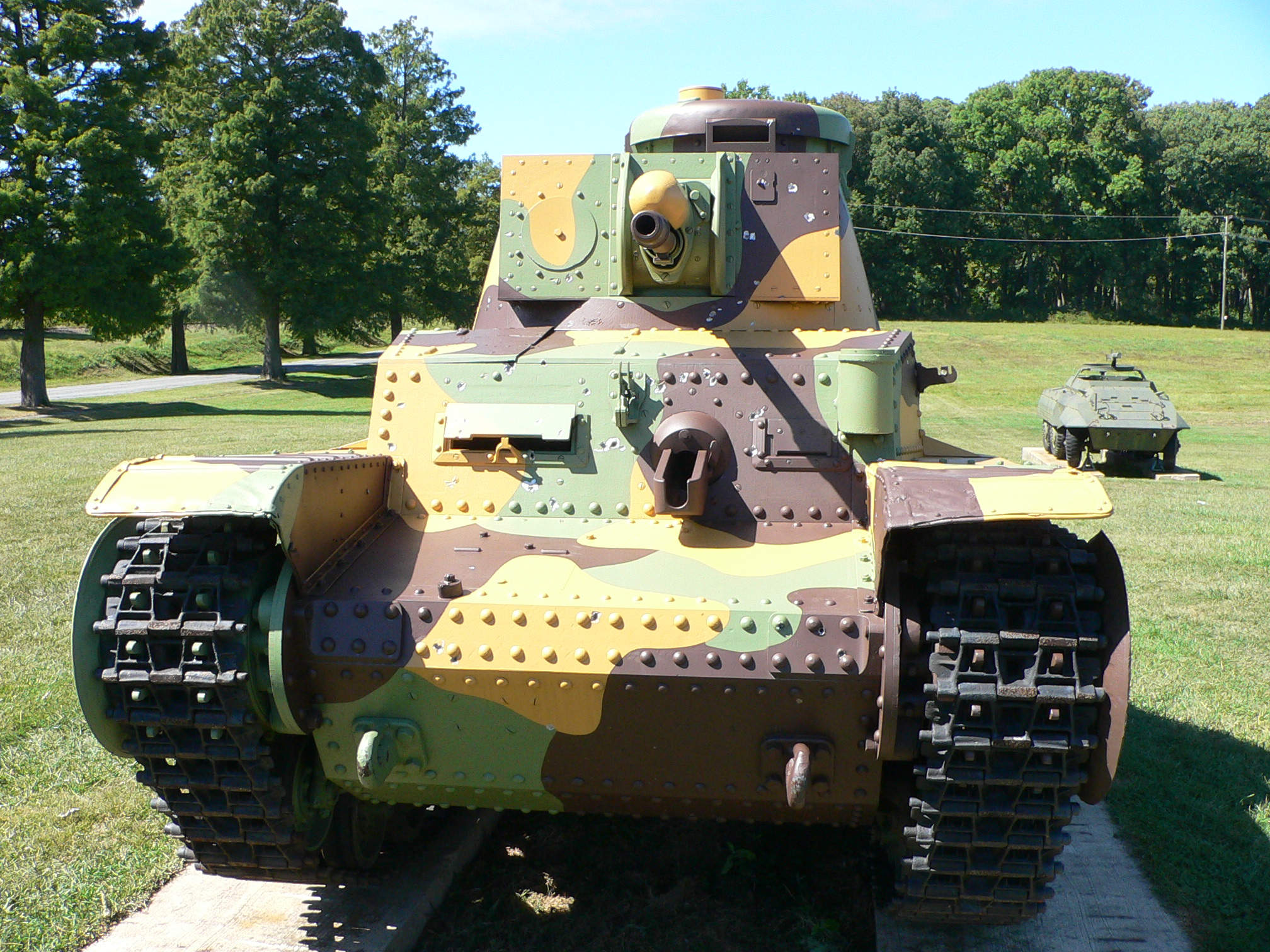
Az LT vz. 35 elölnézetben

- Lőszer javadalmazás: 72 db ágyú- és 1800 db géppuskalőszer
- Árokáthidaló képesség: 1,98 m
- Lépcsőmászó képesség: 0,79 m

## Rendszeresítő országok
- Bulgária
- Csehszlovákia
- Harmadik Birodalom
- Magyarország
- Románia
- Szlovákia

## Galéria

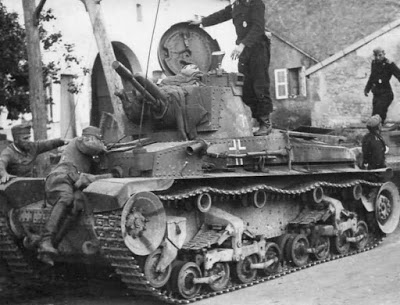
Panzerkampfwagen 35(t) A 6. páncélos divízió kötelékében a keleti fronton 1941-ben.
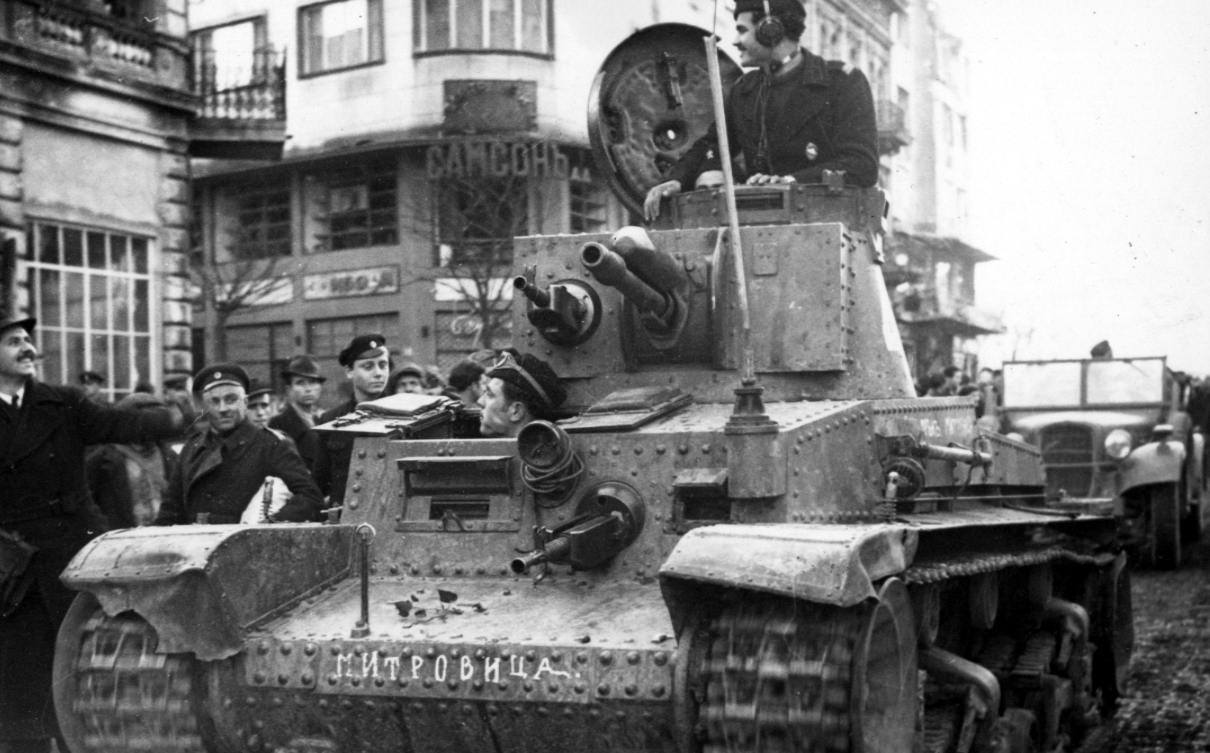
Bolgár Panzer 35(t) Szófiában, (1944 december).
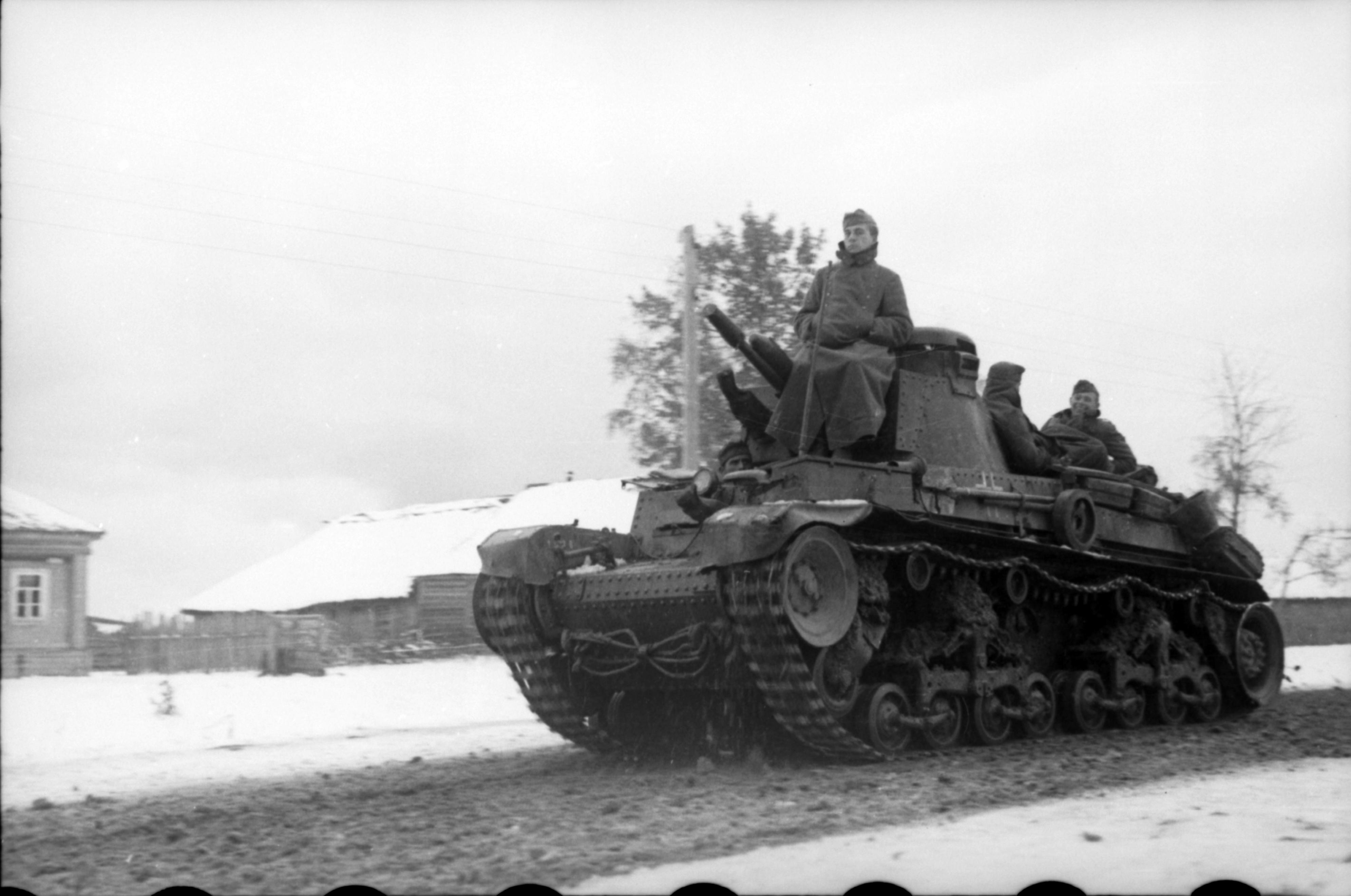
Panzer 35 (t) a Szovjetunióban 1941 októberében.
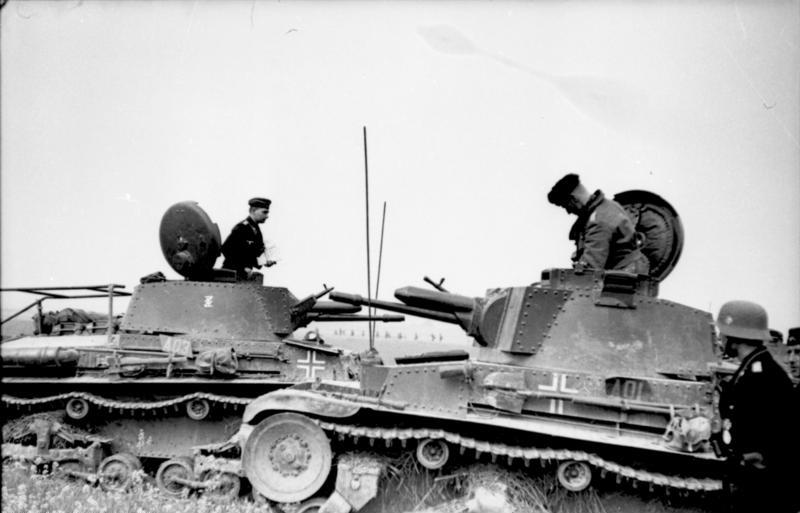
PzKpfw 35 (t), Franciaországban 1940.
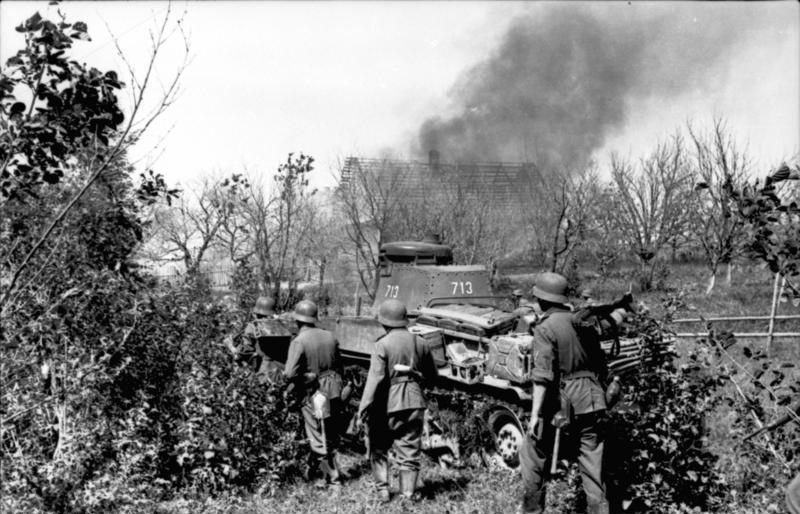
PzKpfw 35 (t) a Szovjetunióban, a háttérben egy égő falu (1941 július)
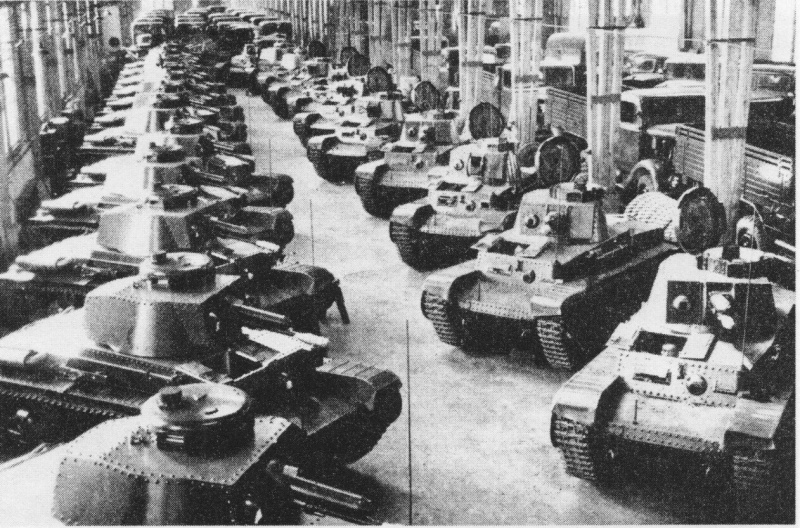
R-2 tankok 1939 februárjában, mielőtt a Skoda gyárból Romániába szállították.

## Lásd Még
- TACAM R–2
- LT vz. 38
- Matilda I

## Fordítás
- Ez a szócikk részben vagy egészben  a   Panzer 35(t) című angol Wikipédia-szócikk ezen változatának fordításán alapul.  Az eredeti cikk szerkesztőit annak laptörténete sorolja fel. Ez a jelzés csupán a megfogalmazás eredetét és a szerzői jogokat jelzi, nem szolgál a cikkben szereplő információk forrásmegjelöléseként.